# پاتریشیا روبرتز (بازیکن بسکتبال)
پاتریشیا روبرتز (انگلیسی: Patricia Roberts؛ زادهٔ june ۱۴, ۱۹۵۵ (۶۹ سال)) ورزشکار بسکتبال اهل ایالات متحده آمریکا است.
وی در مسابقات کشوری و بین‌المللی در مجموع برندهٔ ۲ مدال نقره شده‌است.